# Veldhoven

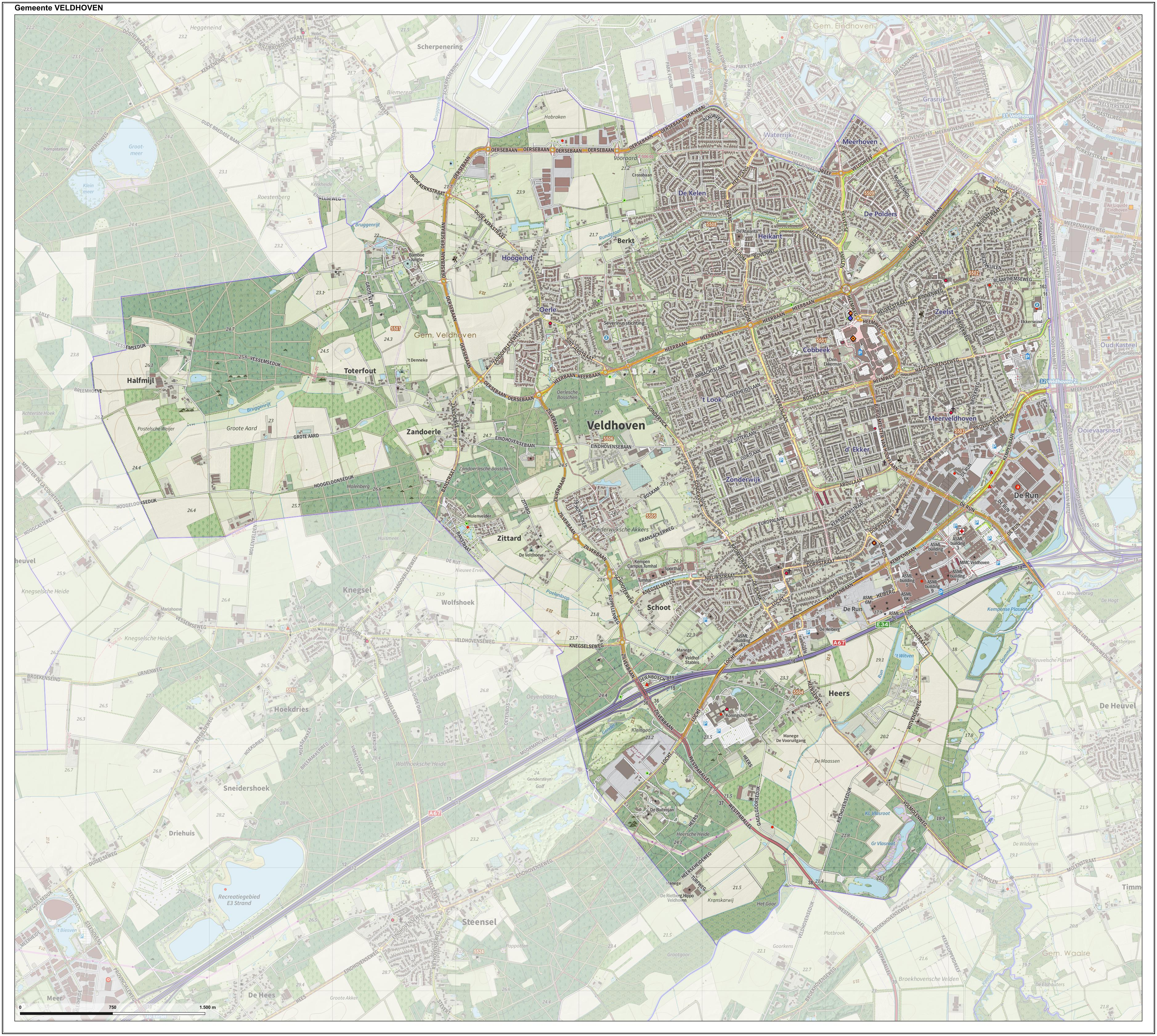
Topografische gemeentekaart van Veldhoven, september 2022

Veldhoven (uitspraakⓘ) is een stedelijke gemeente in de Kempen, in de Nederlandse provincie Noord-Brabant, pal gelegen tegen de zuidwestkant van Eindhoven, ten oosten van Eersel en ten noorden van Waalre. De gemeente telt 46.827 inwoners (inclusief de aansluitende bebouwing van Meerhoven in het noorden ca. 60.000 inwoners). De oppervlakte is 31,92 km², waarvan 0,20 km² water. Veldhoven maakt deel uit van Metropoolregio Eindhoven, een regionaal overlegorgaan. De plaats is bekend als de hoofdzetel van ASML. 
De gemeente Veldhoven is op 1 mei 1921 gevormd door het samenvoegen van de Kempense gemeenten Veldhoven en Meerveldhoven, Oerle en Zeelst. In 1996 is in het kader van 75 jaar gemeente Veldhoven een plaquette gelegd op het 'driegemeentenpunt': de geografische locatie waar de drie voormalige gemeenten aan elkaar grensden. Dit punt bevindt zich in de wijk 't Look, een wijk die in 1921 nog niet bestond.

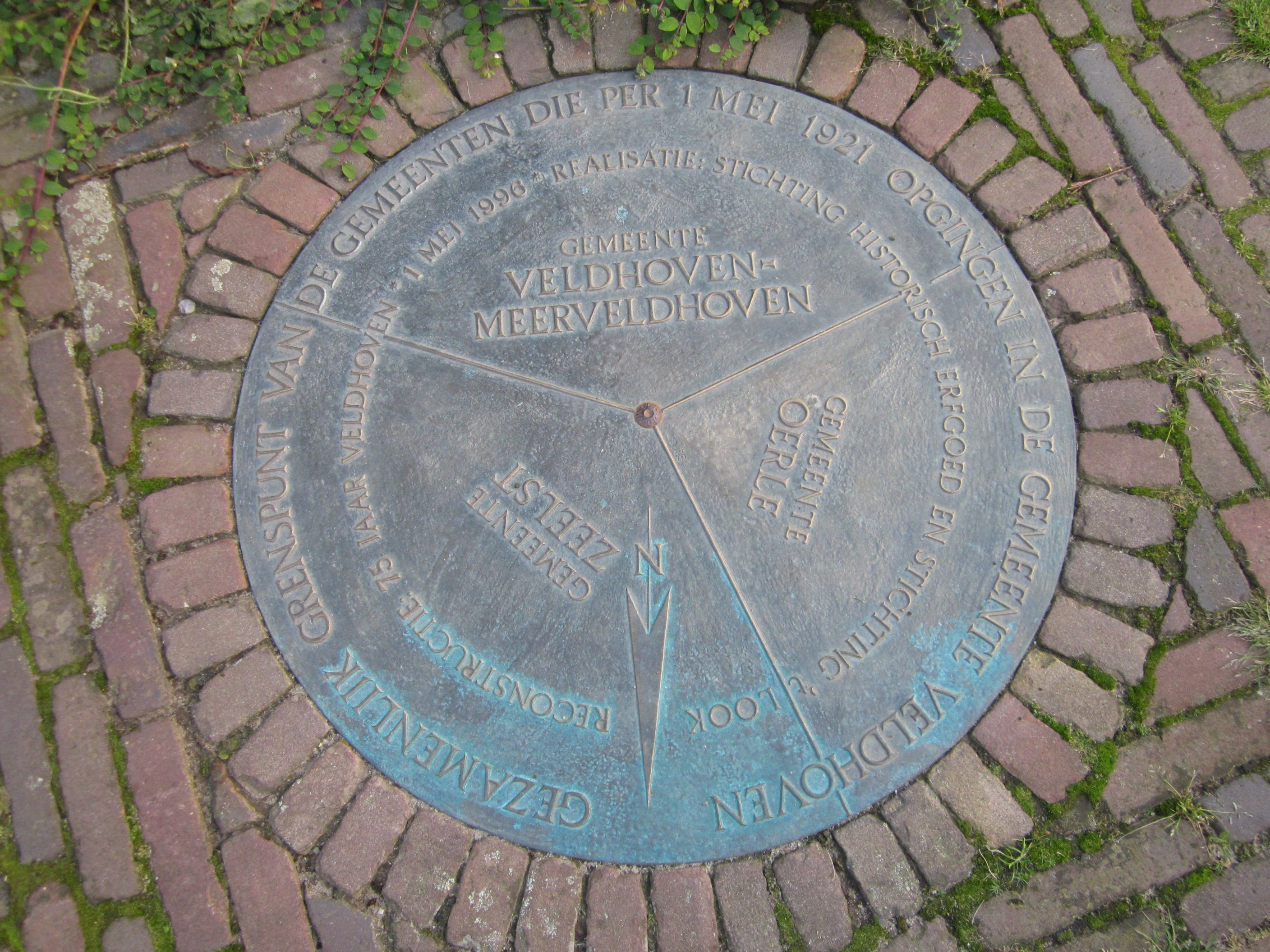
Plaquette driegemeentenpunt 't Look Veldhoven

In de tweede helft van de twintigste eeuw zijn door de aanleg van nieuwbouwwijken de vier oorspronkelijke dorpen Veldhoven Dorp, Meerveldhoven, Zeelst en Oerle aan elkaar vastgegroeid tot één grote bebouwde kom.
Het dorp Oerle heeft hierbij het duidelijkst zijn eigen karakter behouden en maakt in tegenstelling tot de overige dorpen onderdeel uit van de Acht Zaligheden streek. Het westen en zuiden van de gemeente hebben nog een agrarisch landschap, waarin zich de beekdalen van de Run, de Gender, de Poelenloop en de Bruggenrijt bevinden. Het buitengebied van Veldhoven is rijk aan oude gehuchten met monumentale langgevelboerderijen en bossen met prehistorische grafheuvels. Ook ligt hier de dierentuin: Zoo Veldhoven.

## Etymologie
De plaatsnaam Veldhoven komt van hove, een vroegere vorm van het woord hoeve, waarbij eerst moet worden gedacht aan te exploiteren grond, en in tweede instantie aan een gebouw. Een groep hoven is een gehoofte; later wijzigde dit woord zich in gehucht. Hieruit ontstond de naam Veldhoven, aanvankelijk dus een benaming voor een onbeduidend gehucht.
Een oorkonde van 15 november 1295 laat voor het eerst de naam Veldhoven (Velthouen) zien.

## Geschiedenis

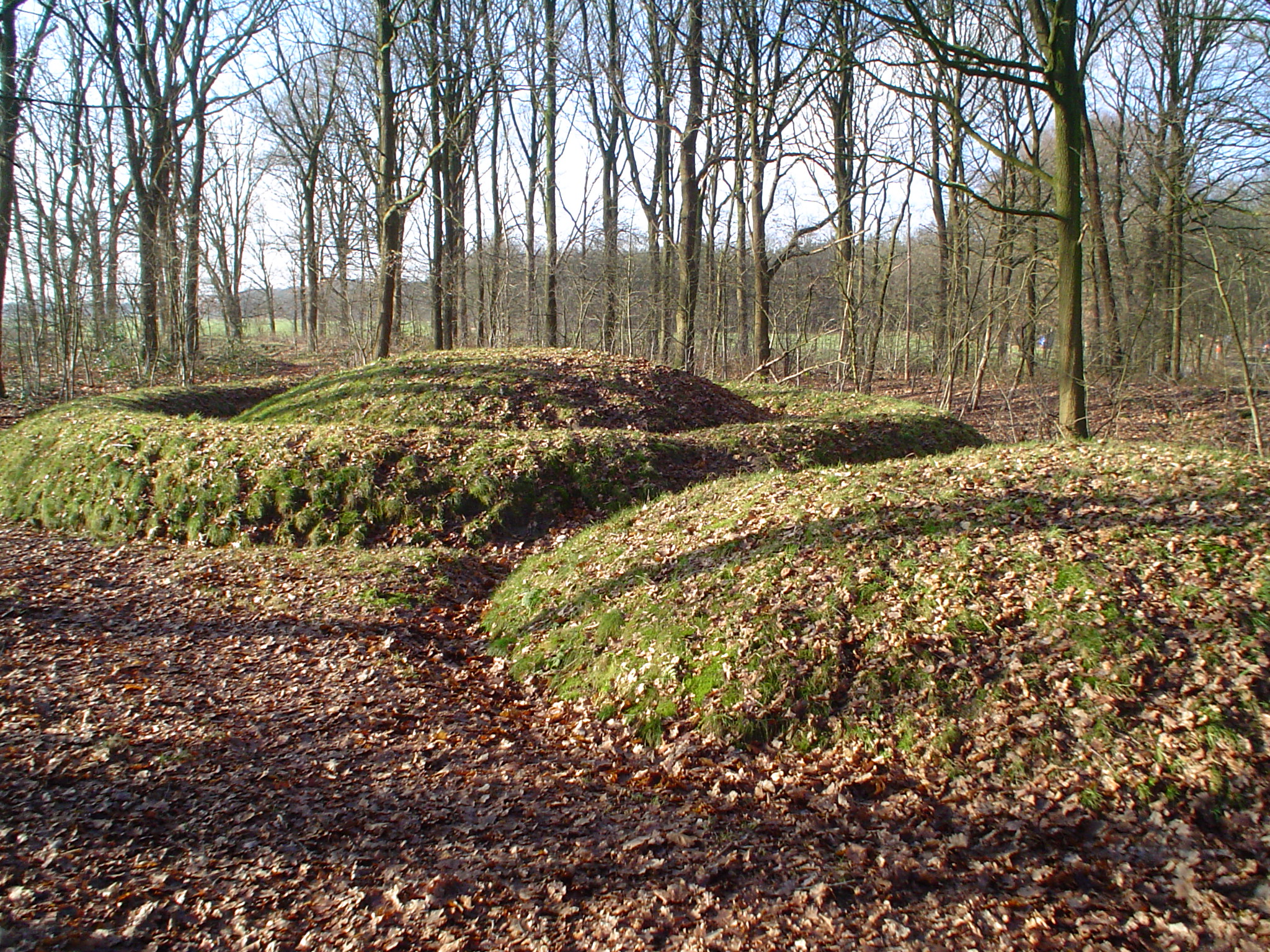
Ringwalgrafheuvel met 8-vormige greppel uit de Vroege Bronstijd (ca. 1350 v.Chr.) bij Toterfout

### Prehistorie
Dat het grondgebied van Veldhoven al in de prehistorie bewoond was, blijkt uit de aanwezigheid van grafheuvels. Grafheuvels ontstonden in het Neolithicum doordat mensen hun overledenen bedekten met een kleine, kunstmatig opgeworpen heuvel. Later, vanaf de Midden Bronstijd, werden de grafheuvels gebruikt om crematieresten in te begraven, veelal in urnen. Tussen de gehuchten Toterfout en Halfmijl werden in de periode 1948-1951 in totaal 34 grafheuvels archeologisch onderzocht onder leiding van Albert van Giffen. Tijdens dit onderzoek zijn zestien grafheuvels gerestaureerd: vijftien grafheuvels stammende uit de Midden Bronstijd (1600-1000 v.Chr.), en één grafheuvel uit het Neolithicum (1700 v.Chr.). In het bos nabij de doorgaande weg de Locht bevinden zich nog eens tien gerestaureerde grafheuvels, afkomstig uit de Midden Bronstijd en de IJzertijd (1500-50 v.Chr.).
In de Late Bronstijd en in de IJzertijd werd het gebruikelijk om de urnen niet meer in heuvels te plaatsen, maar gegroepeerd in een veld te begraven. Nabij Toterfout en de Locht zijn enkele van deze urnenvelden gevonden.

### Oudheid
Rond het begin van de jaartelling behoorde Veldhoven tot het Romeinse civitas Tungrorum; het bestuurlijk gebied ofwel district rond Atuatuca Tungrorum (Tongeren). Nabij het gehucht Heers zijn veel overblijfselen uit de Romeinse tijd gevonden. In 1871 vond de onderwijzer en oudheidkundige Petrus Norbertus Panken hier enkele fragmenten van Romeinse terracotta beeldjes, waaronder een vrijwel ongeschonden exemplaar van een beeldje van Diana, de godin van de jacht. Het beeldje werd gedateerd op 175 n.Chr. In 1909 werden bij Heers sporen gevonden van een Romeinse wachttoren uit het jaar 100.

### Middeleeuwen
Rond de zevende eeuw werden in het gebied enkele nederzettingen gesticht door Frankische kolonisten. Dit blijkt onder andere door de vondst van een grafveld uit de zevende en achtste eeuw bij het huidige Dr. Elsenpark in de wijk Cobbeek. Ook is er een grafveld uit diezelfde periode gevonden bij de Oeienbosdijk, nabij Heers. De Frankische kolonisten introduceerden ook het christendom in de regio. In een oorkonde uit 775 wordt een kerk van Meerveldhoven genoemd, die op dat moment eigendom was van een Frankische heer. Omstreeks het jaar 1000 liet de heer van Oerle een kerk bouwen, die in 1250 werd verkocht aan de abdij van Postel. Rond het begin van de veertiende eeuw trok de nederzetting Oerle meer macht naar zich toe, door de status van vrijheid te verkrijgen met alle bijbehorende privileges. Daarnaast werd er een schepenbank in Oerle gevestigd, die recht sprak over de omliggende dorpen Zonderwijk, Veldhoven, Meerveldhoven, Zeelst, Blaarthem, Vessem, Wintelre en Knegsel.

### Vroegmoderne Tijd
In de periode 1559-1561 werden de dorpen Zeelst en Veldhoven door de leenheer Filips II tot leen verheven aan de leenman jonker François Schotelmans. De dorpen Oerle en Meerveldhoven werden verpand aan de leenman Willem de Borchgrave. Daardoor viel elk van de vier dorpen onder het bestuur van een heer en kreeg elk dorp ook de status van heerlijkheid.
Om de rechtspraak in de dorpen in lijn te houden met het nieuwe dagelijkse bestuur, werd in 1560 besloten de grote schepenbank van Oerle op te splitsen. Daardoor kwam er een zelfstandige schepenbank voor Veldhoven-Zeelst en kreeg de schepenbank van Oerle alleen nog maar Meerveldhoven onder haar hoede. In de zestiende eeuw leidde een lange reeks van oorlogen tot economische neergang. Ter voorkoming van plundering moesten vaak hoge afkoopsommen worden betaald aan voorbij trekkende troepen. In 1708 slaagde het dorp Veldhoven er niet in een dergelijke brandschatting te betalen. Hierop werden dertien huizen, waaronder twee pastorieën, door Franse troepen verbrand.
De periode van economische depressie duurde tot halverwege de negentiende eeuw. De dorpen waren slecht bereikbaar, de woningen in erbarmelijke staat en voor de veelal agrarisch georiënteerde bevolking was het moeilijk om enige opbrengst uit de droge zandgronden te halen.

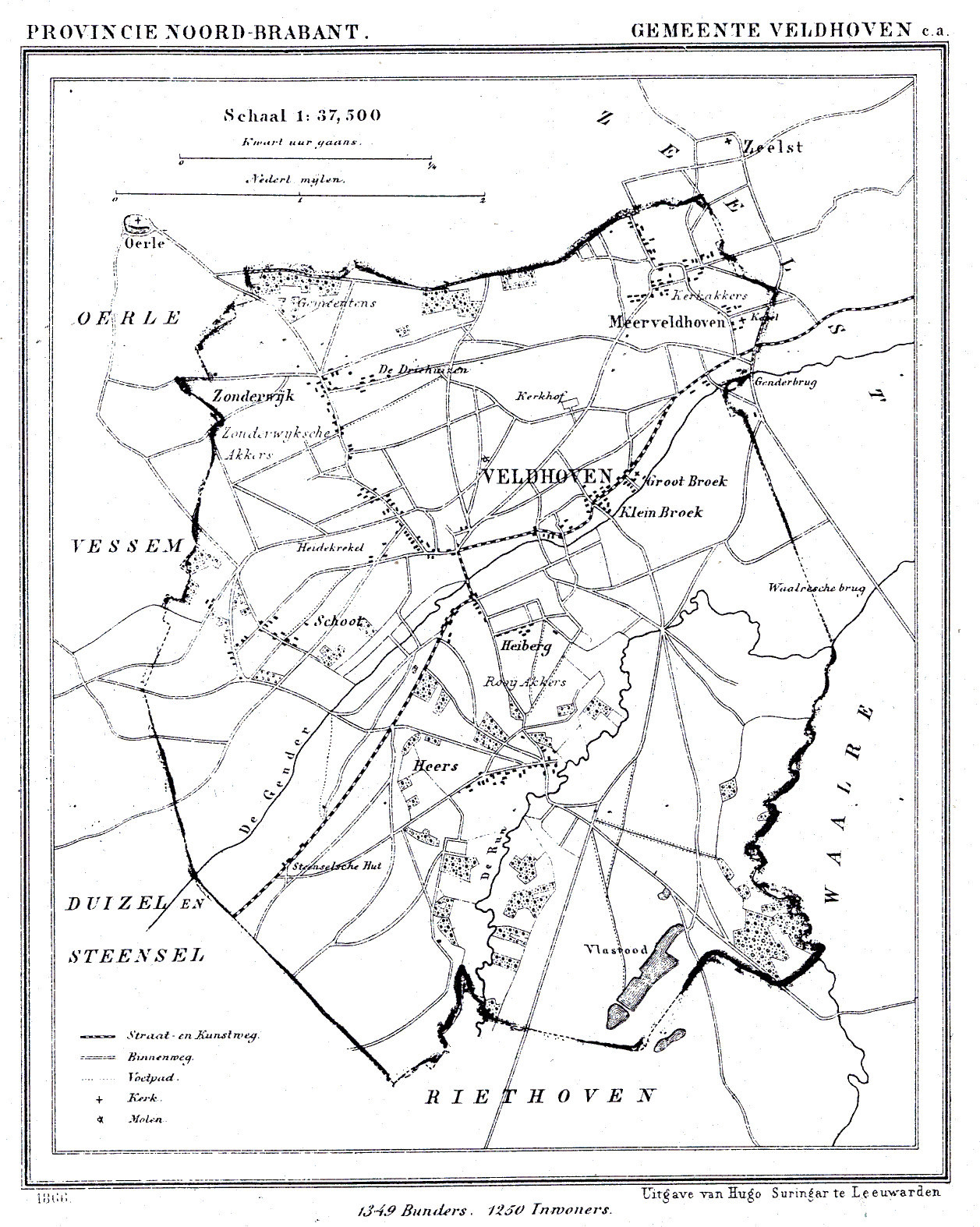
De gemeente Veldhoven-Meerveldhoven in 1866

### Moderne Tijd
Op 1 januari 1811 werden op bevel van Napoleon de schepenbanken afgeschaft en werd heel Nederland naar Frans model ingedeeld in gemeenten. Hierbij ontstonden de gemeenten Veldhoven-Meerveldhoven, Zeelst en Oerle. Onder invloed van de industriële revolutie keerde uiteindelijk het economische tij. In 1855 werd de provinciale steenweg Eindhoven - Turnhout aangelegd, waardoor er tegen het einde van de negentiende eeuw weverijen en steenfabrieken werden gevestigd in Veldhoven. Daarnaast werd het water van het beekje de Gender gebruikt door wasserijen, blekerijen en leerlooierijen.
Rond 1900 kwam de sigarenindustrie op gang in Veldhoven. Het fabriceren van sigaren was voornamelijk handwerk, waardoor het relatief eenvoudig was om een sigarenfabriek te beginnen. De twee grootste Veldhovense sigarenfabrieken uit die tijd zijn St. Antonius en Duc George. De sigarenfabriek St. Antonius werd in België opgericht in 1896 en op 1 november 1907 overgebracht naar Meerveldhoven door Peter van Brero. Vanaf 1917 werd het bekende merk Velasquez in deze fabriek geproduceerd. In 1866 richtte Henricus Bazelmans in Zeelst de sigarenfabriek Duc George op. Op het hoogtepunt, rond 1932, had deze fabriek ruim 600 personeelsleden in dienst. Vanaf de jaren 50 van de twintigste eeuw nam onder invloed van mechanisatie en grootscheepse reorganisaties de werkgelegenheid in de Veldhovense sigarenindustrie gestaag af. Rond 1970 was de sigarenindustrie hier vrijwel verdwenen.
Op 1 mei 1921 werden de drie gemeenten samengevoegd tot de nieuwe gemeente Veldhoven. In 1930 telde de samengevoegde gemeente 6900 inwoners. Na de Tweede Wereldoorlog vond er veel huizenbouw plaats, waardoor de bevolking in snel tempo toenam. In 1952 werd midden tussen de vier oorspronkelijke dorpen een geheel nieuwe woonwijk gebouwd, die de naam d`Ekker kreeg. Door de bouw van de wijken Zonderwijk (1962), `t Look (1970) en Cobbeek (1973) ontstond een aangesloten bebouwde kom, waarbij alleen het dorp Oerle nog geïsoleerd lag. Vanaf 1977 werd er een nieuw centrum voor Veldhoven gerealiseerd, te midden van de oorspronkelijke dorpen en de nieuwbouwwijken. Dit centrum kreeg de naam City Centrum en bevat sinds 1988 ook het gemeentehuis en de openbare bibliotheek. Nadat het nieuwe centrum een feit was, breidde Veldhoven zich voornamelijk in noordelijke richting uit met de bouw van de wijken Heikant (1980), De Kelen (1990) en De Polders (1992).
In 1990 kwam de naburige gemeente Eindhoven met een nota, waarin gepleit werd voor een grootschalige gemeentelijke herindeling. In dit plan zou de gemeente Veldhoven worden opgeheven en zou het grondgebied worden herverdeeld over de naburige gemeenten, met als voornaamste doel de gemeente Eindhoven van meer bouwlocaties te voorzien. Dit herindelingsplan kwam door verzet van de betrokken gemeenten nooit van de grond. Om de gemeente Eindhoven toch tegemoet te komen volgde op 1 januari 1994 een grenswijziging, waarbij het gehele noorden van Veldhoven werd afgestaan aan Eindhoven. In dit gebied, waarin onder andere Eindhoven Airport ligt, werd het stadsdeel Meerhoven gerealiseerd. Door de ligging van dit stadsdeel (tegen Veldhoven-Noord aan en met Eindhoven achter de fysieke barrière van de snelweg A2) vormt het praktisch een deel van het woongebied van Veldhoven; inwoners zijn daar ook op gericht. Bij de grenswijziging werd een uitzondering gemaakt voor een gebied bij de Oirschotse Dijk, ook wel bekend als De Hut. Dit gebied bleef nog enkele jaren bestaan als een Veldhovense enclave, alvorens het per 1 januari 1997 werd toegevoegd aan de gemeente Eersel. Verdere samenwerking tussen Veldhoven en Eindhoven werd ondersteund door de invoering van het Samenwerkingsverband Regio Eindhoven, een regionaal overlegorgaan.
Door woningbouw bij het gehucht Berkt in 2000 werd het dorp Oerle verbonden met de bebouwde kom van Veldhoven. In 1997 werd de wijk Pegbroeken gebouwd nabij Veldhoven Dorp. Gezien de toenemende vraag naar woningen in de regio, werden in 2006 de eerste plannen ontvouwd voor een grootschalige uitbreiding van Veldhoven in westelijke richting. Naast een nieuwe wijk bij Oerle (Oerle Zuid) wordt er gebouwd aan de (deel)wijken van de Zilverackers. Binnen Zilverackers worden circa 2700 woningen gerealiseerd.

## Geografie

### Topografie
Centraal in de gemeente Veldhoven ligt de grote bebouwde kom van de plaats Veldhoven: een samensmelting van de vier voormalige dorpen Veldhoven Dorp, Meerveldhoven, Oerle en Zeelst. Te midden van deze vier dorpskernen ligt het nieuwe centrum van Veldhoven: het City Centrum. Daarnaast zijn er de woonwijken d`Ekker, Zonderwijk, `t Look, Cobbeek, Heikant, De Kelen, De Polders en Pegbroeken. In het oosten grenst Veldhoven bijna aan de bebouwde kom van Eindhoven, gescheiden door de autosnelweg A2. In het noorden sluit de bebouwing van Veldhoven aan op Meerhoven en de Vliegbasis Eindhoven/Eindhoven Airport. Het zuiden van de gemeente Veldhoven is gescheiden van de rest van de gemeente door de A67. Hier ligt het buitengebied van de voormalige gemeente Veldhoven-Meerveldhoven, met onder andere congrescentrum Koningshof en het gehucht Heers. In het westen ligt het buitengebied van de voormalige gemeente Oerle, met de gehuchten Zandoerle, Berkt, Scherpenering, Hoogeind, Vliet, Toterfout, Halfmijl en Zittard.

### Natuur en landschap

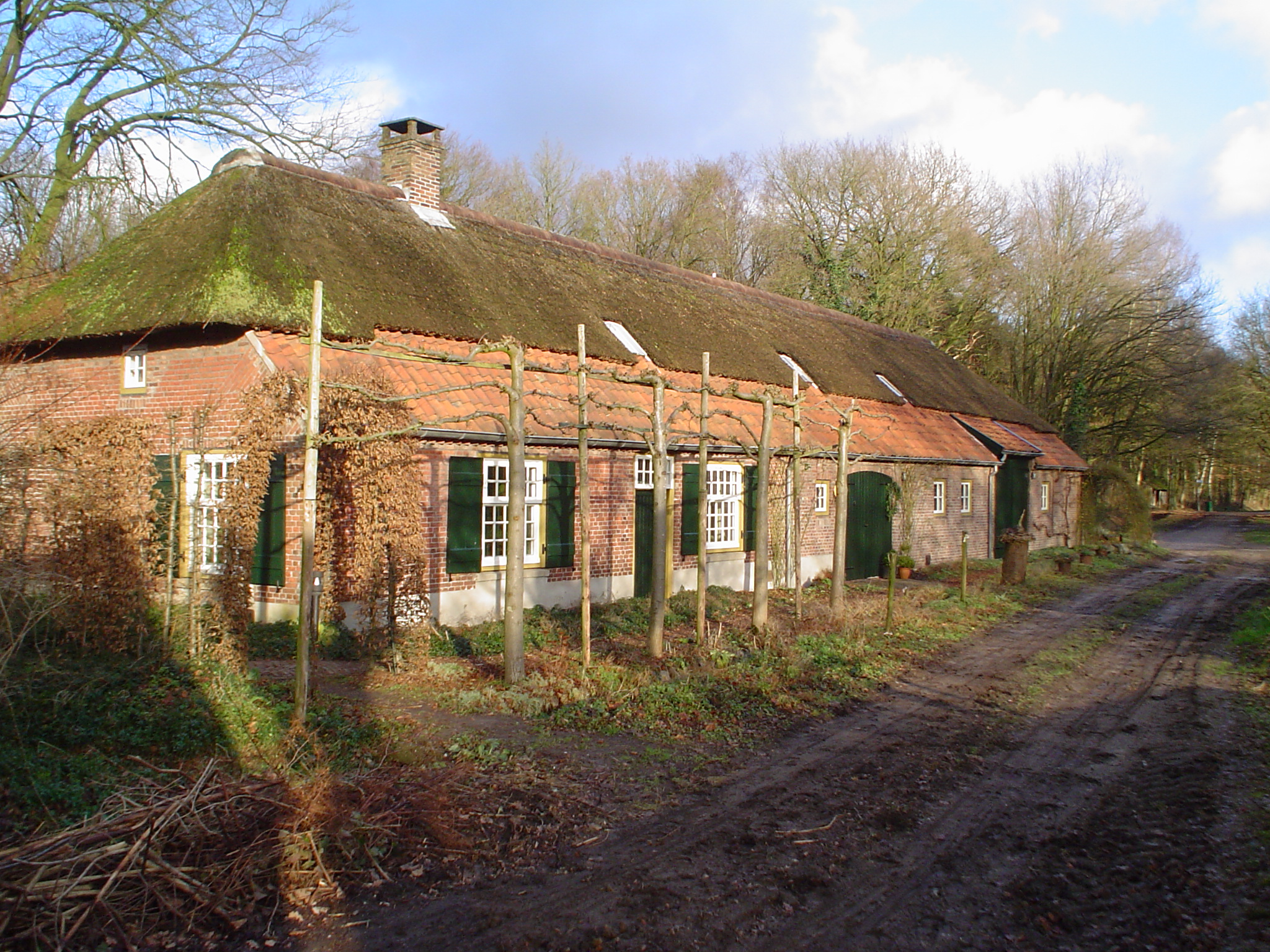
Monumentale langgevelboerderij in het gehucht Vliet

Het westen van de gemeente Veldhoven toont een voornamelijk agrarisch landschap met enkele gehuchten en bosgebieden, waartussen het beekje de Bruggenrijt stroomt.
Bij het gehucht Halfmijl ligt het bosgebied de Halve Mijl, dat bekend is om de daar aanwezige prehistorische grafheuvels. De Halve Mijl was in het begin van de twintigste eeuw aangelegd als productiebos.
De houtproductie speelt hier geen rol meer en het bos krijgt steeds meer een natuurlijk karakter.
De Molenvelden, gelegen tussen het gehucht Zandoerle en het dorp Knegsel, is een bosgebied met fraaie beukenlanen. De naam komt van de windmolen die hier van 1360 tot 1914 heeft gestaan.
Midden in het bos, op een plek die de Molenberg heet, zijn de funderingsrestanten van deze voormalige windmolen gemarkeerd.
Ten oosten van het gehucht Zandoerle liggen de Oerlese en Zandoerlese Bossen. Dit zijn oude bossen waarin veel houtwallen te vinden zijn. Deze houtwallen dienden in de late middeleeuwen als afscheiding tussen akkers en bieden nu een geschikt onderkomen voor vele vogels en insecten. Het boerenwormkruid en het Sint-Janskruid, kenmerkende planten voor de Kempische zandgronden, komen hier veelvuldig voor.
In het zuiden van de gemeente Veldhoven stromen de beken de Gender en de Run. Op de grens met de gemeente Waalre stroomt de rivier de Dommel. Langs de beemden van de Dommel heeft de Vereniging Natuurmonumenten enkele terreinen in beheer. In het uiterste zuiden van de gemeente Veldhoven, nabij de Volmolenweg, ligt het natuurgebied de Vlasroot. Hier liggen twee vennen, de Grote Vlasroot en de Kleine Vlasroot, en een visvijver. Door de bemesting van nabijgelegen akkers is de Kleine Vlasroot voedselrijker dan de Grote Vlasroot, waardoor hier veel waterlelies voorkomen.

## Bezienswaardigheden

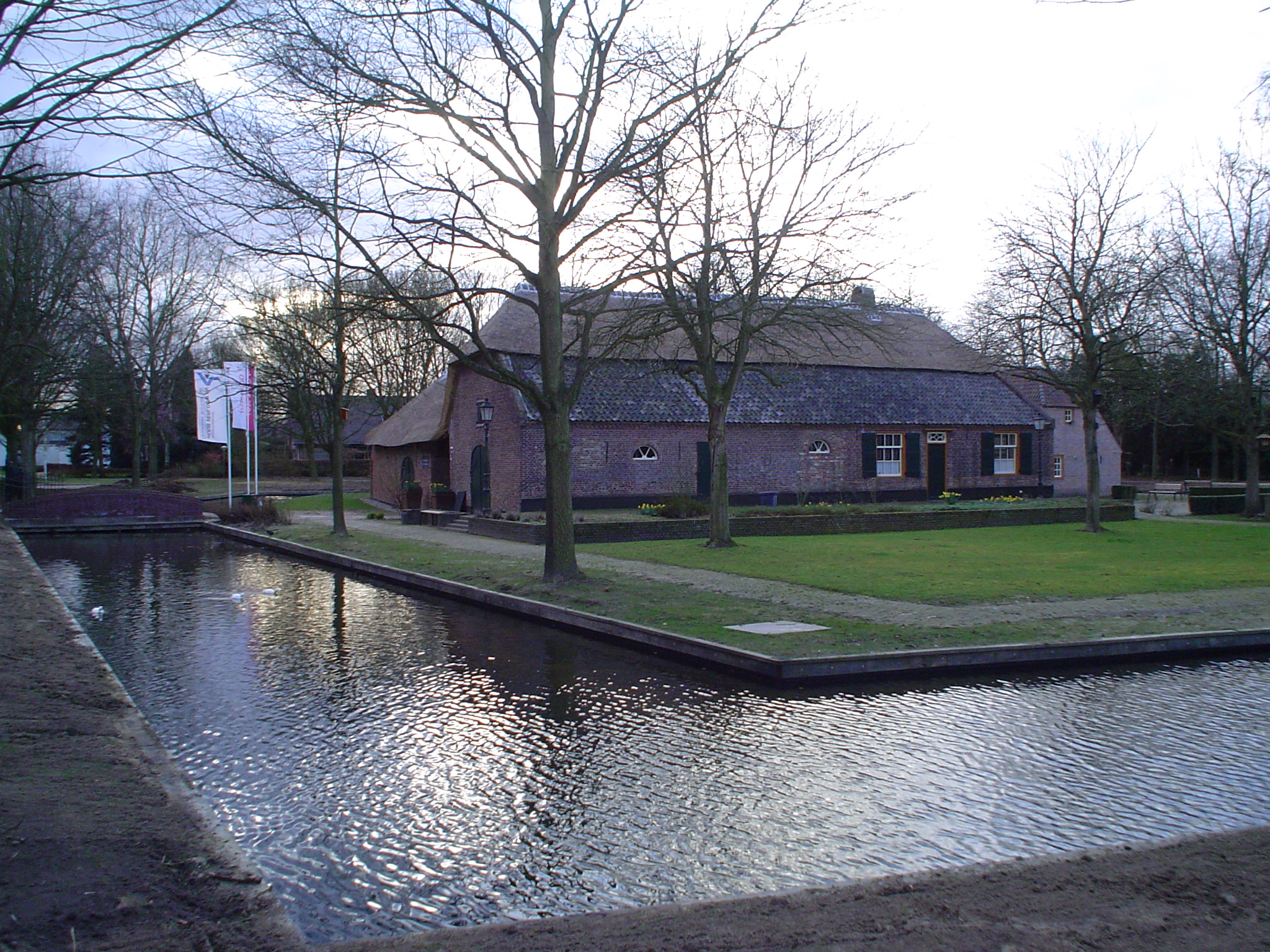
Museum 't Oude Slot

### Museum 't Oude Slot
Museum 't Oude Slot, gevestigd aan de Hemelrijken. Geregeld worden in het museum exposities gehouden met gebruiksvoorwerpen, devotionalia en volksprenten uit de achttiende, negentiende en twintigste eeuw en (kunst-)exposities met onderwerpen van verschillende aard. Het museum bevindt zich in een tussen 1800 - 1820 gebouwde U-vormige herenboerderij. De naam 't Oude Slot verwijst naar het Adelijck Huys van Zeelst, dat oorspronkelijk op deze locatie stond. Dit huis, vermoedelijk gebouwd in de tweede helft van de zestiende eeuw, diende als onderkomen voor de heren van Zeelst. Tegen het einde van de achttiende eeuw raakte het huis in verval en werd het gesloopt. Op de fundamenten van het oude huis werd de huidige boerderij gebouwd. In 1964, nadat de boerderij door de gemeente was opgekocht, werd archeologisch onderzoek gedaan. Hierbij werden de contouren van een gracht aangetroffen. Op 21 november 1966 kreeg de boerderij de status van beschermd rijksmonument. In 1967 werd een nieuwe gracht gegraven en in 1973-1974 werden de gebouwen gerestaureerd. Het dak en de gracht werden in 2007 nogmaals grondig gerestaureerd.

### Trapjeshuis
Het Trapjeshuis, gelegen aan de Kapelstraat-Noord 76 in Zeelst, is een monumentaal pand uit 1750.
Het huis bezit trapgevels met zeldzame, ovaalvormige trappen.

### Grafheuvels
De grafheuvels van Toterfout-Halve Mijl uit de Midden Bronstijd en het Neolithicum liggen in het gebied tussen de gehuchten Toterfout en Halfmijl (ten westen van Oerle), deels in de bossen. Aan de zijde van Toterfout bevindt zich een overzichtsplaquette met plattegrond. De grafheuvels zijn genummerd en deels voorzien van plaquettes met tekeningen en beschrijvingen. In dezelfde lijn, meer naar het noorden tussen bedrijventerrein Habraken en de vliegbasis ligt ook nog een grafheuvel uit het Neolithicum. Bij Veldhoven Dorp nabij de doorgaande weg de Locht zijn ook nog tien gerestaureerde grafheuvels te zien. 

### Zandoerle
Zandoerle is een eeuwenoud gehucht, dat door zijn grote cultuurhistorische waarde de status van beschermd dorpsgezicht heeft. In de Middeleeuwen had Zandoerle een belangrijke rol in de regio. Een schepenzegel uit 1355 vermeld dat Zandoerle een zogenaamde vrijheid was, wat wil zeggen dat de plaats op stadsrechten lijkende rechten had verkregen. Ook was hier de schepenbank gevestigd, die recht sprak over de omliggende dorpen. Tegen het einde van de Middeleeuwen verloor Zandoerle deze bestuurlijke macht. Rondom het rechthoekige, met lindebomen beplante plein van Zandoerle liggen zes monumentale langgevelboerderijen. Aan het plein bevindt zich ook de in 1807 gebouwde Mariakapel, gewijd aan Onze Lieve Vrouw van 't Zand. Midden op het plein staat een kanon uit de Tweede Wereldoorlog opgesteld. Dit Duitse antitankgeschut werd in september 1944 door de geallieerden buitgemaakt en tijdens de bevrijdingsfeesten op het plein neergezet.

### Zoo Veldhoven (voormalig Papegaaienpark N.O.P.)
Zoo Veldhoven (voormalig Papegaaienpark N.O.P.) is een dierenpark dat zich voornamelijk richt op papegaaien en andere exotische vogels. Het park bevindt zich bij het gehucht Vliet, ten westen van Oerle. De oorsprong van het (papegaaien)park ligt bij de Stichting Nederlandse Opvang Papegaaien, opgericht op 16 februari 1987. Deze stichting stelt zich tot doel opvang te bieden voor exotische vogels en tevens meer bewustzijn te creëren voor de moeilijkheden die het houden van dergelijke dieren als huisdier met zich meebrengt. Om de vogels voldoende ruimte te bieden kocht de stichting in 1992 het terrein aan van de voormalige camping `t Vlutterke. Hier bevinden zich ruim 500 volières, die duizenden papegaaien huisvesten. Naast exotische vogels bevat het park ook andere dieren, zoals paarden, ringstaartmaki's en geiten. Op 22 mei 2004 werd het park uitgebreid met de TropiJoy, een tropische kas van 2000 m² waarin de sfeer van een tropisch regenwoud is gecreëerd.

### Kerken

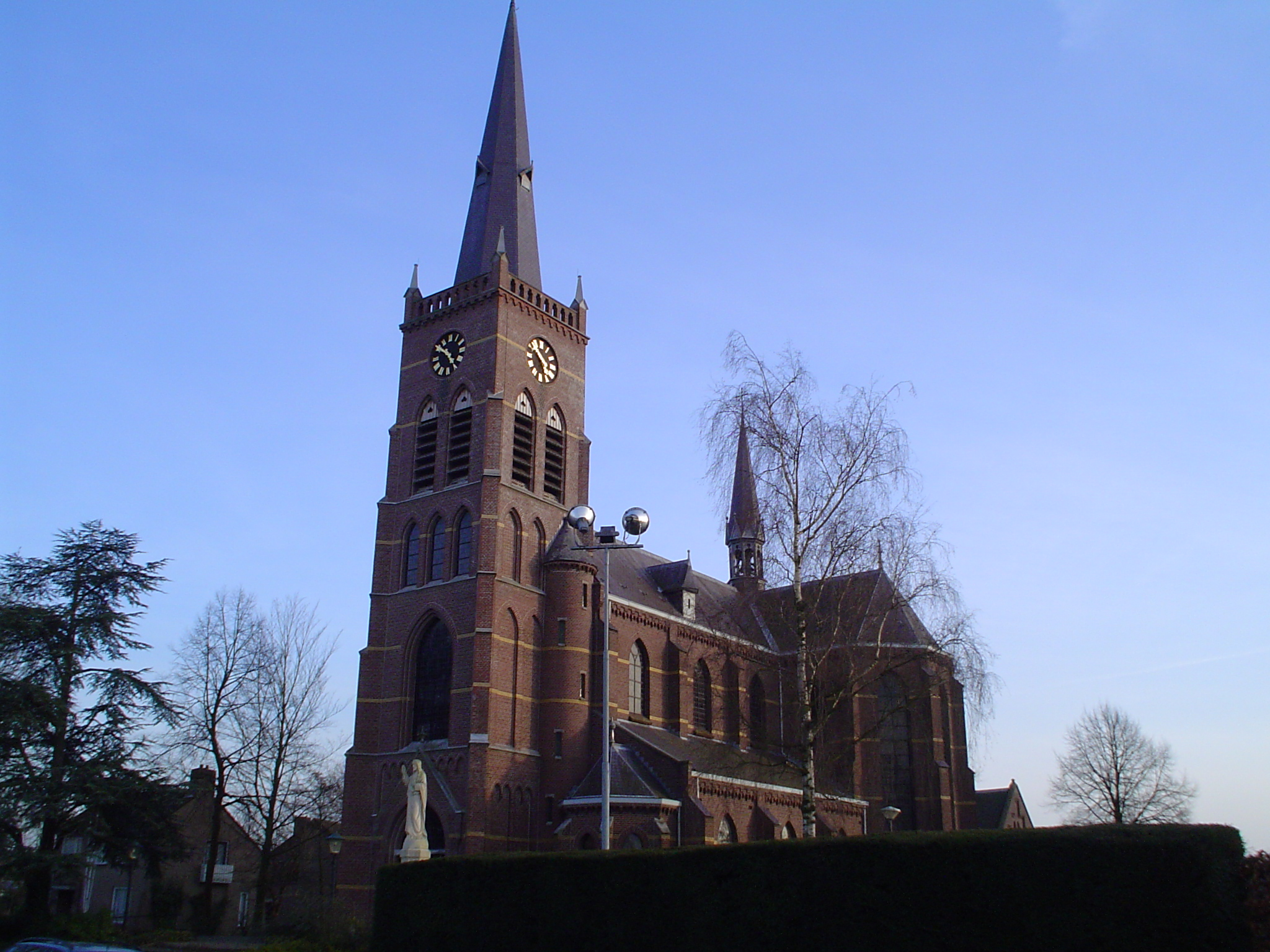
Sint-Jan de Doperkerk te Oerle

Van oorsprong bestaat Veldhoven uit vier kerkdorpen met in elk van de vier voormalige dorpen zijn eigen (katholieke) kerkgebouw. Zo staat in Oerle de Sint-Jan de Doperkerk, een neogotische kruiskerk. Deze kerk werd op 1 mei 1912 in gebruik genomen. In de bestrating voor de kerk zijn de fundamenten van de vorige kerk gemarkeerd, een koepelkerk die in 1911 gesloopt werd. Oerle heeft door de geschiedenis heen minimaal vier verschillende kerkgebouwen gekend, waarvan het eerste al beschreven werd in een oorkonde uit 1249. De Heilige Caeciliakerk is eveneens een neogotische kruiskerk. Deze kerk bevindt zich in Veldhoven Dorp en werd gebouwd in 1913-1914 onder architectuur van Wolter te Riele. In 1958 werd bij een verbouwing de kerk verder vergroot en in 2007-2008 volgde nog een grootschalige restauratie. De Christus Koningkerk (voorheen Heilige Lambertuskerk) in Meerveldhoven is een bedevaartkerk. In deze kerk bevindt zich de kapel van Onze-Lieve-Vrouwe ter Eik. Hierin staat een eik waarin volgens de overlevering in de dertiende eeuw Maria verscheen aan een boer. Al in 1296 werd er een kapel om de boom heen gebouwd. Het huidige kerkgebouw in Meerveldhoven dateert uit 1953. De Sint-Willibrorduskerk te Zeelst is gebouwd in 1873 onder architectuur van Carl Weber. In 1952 werd deze kerk verder uitgebouwd.
De groei van Veldhoven leidde in de 20e eeuw tot de oprichting van nieuwe katholieke parochies. Dat gebeurde achtereenvolgens in d’Ekker, Zonderwijk en in de Heikant. De kerk in Zonderwijk kwam er voor de wijken Zonderwijk en ’t Look. Die in Heikant voor de wijken Heikant, Meerhoven, De Kelen en De Polders. De vier in traditionele stijl gebouwde kerken werden zo aangevuld met drie kerken  met een moderner uiterlijk. De Heilige Jozefkerk in de wijk d'Ekker is een doosvormige kerk met losstaande, zuilvormige toren uit 1952. Het jongste kerkgebouw van Veldhoven is de Sint-Maartenkerk in de wijk Heikant. Deze tentvormige kerk werd gebouwd in 1990 naar een ontwerp van architect Jan Merks.. De Heilige Geest-kerk (boerderijkerk) in Zonderwijk is in 2004 al weer afgebroken door het teruglopen van het kerkbezoek en het fuseren van de parochies. Het hele Veldhovense gebied, dus inclusief Veldhoven-Noord/Meerhoven, valt intussen onder één parochie: Christus Koning. Alleen de katholieke kerken in Meerveldhoven en Veldhoven Dorp zijn nog als zodanig in gebruik.
Protestantse kerken
De oudste nog bestaande protestantse kerk in Veldhoven is de voormalige Nederlands Hervormde Kerk uit 1912, nu de Michaëlkerk. De Hervormde Gemeente stapte in 1960 over naar haar huidige kerk in de d’Ekker: de Immanuelkerk, ontworpen door C. Valstar. De gereformeerde Gemeente had vanaf 1960 de beschikking over de Ichthuskerk. Deze staat nog steeds in Meerveldhoven, maar is, na het samengaan van de Hervormden en de Gereformeerden sinds 1990 in gebruik door IVN. De Protestantse Gemeente Veldhoven heeft ook het luchthavenpastoraat onder haar hoede. Dit is geen kerkgebouw, maar de gebedsruimte op het vliegveld in het noorden bij Veldhoven. De Michaëlkerk is in de jaren ’60 van de 20e eeuw en in de jaren ’10 van de 21e eeuw fors verbouwd. Intussen is deze kerk in gebruik bij De Christengemeenschap voor de regio Veldhoven-Eindhoven-De Kempen.

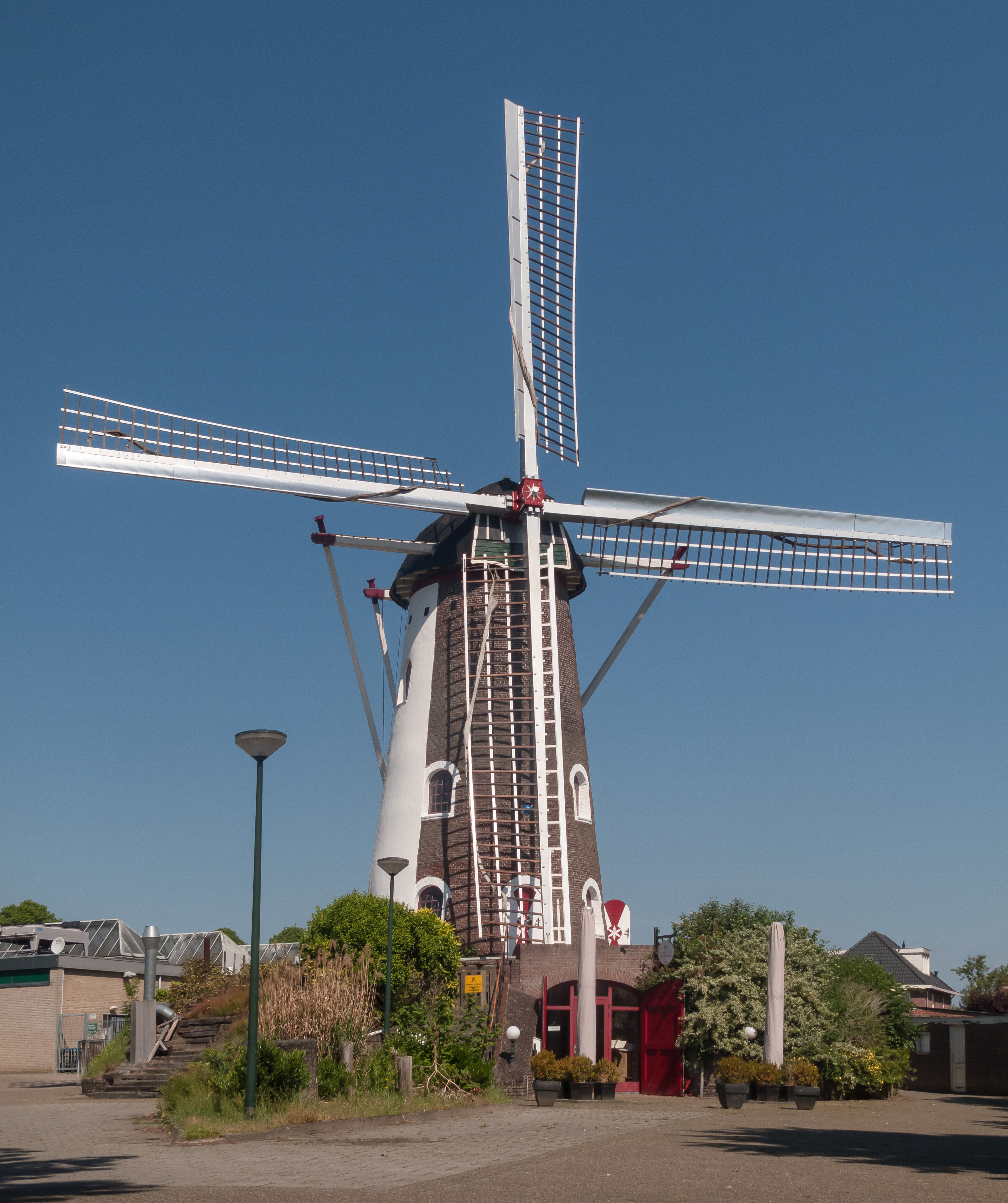
Molen "De Adriaan"

### Molens
In de gemeente Veldhoven bevinden zich in totaal drie windmolens. De oudste molen is de Zilster molen. Deze beltmolen bevindt zich in de wijk Zeelst. De molen is gebouwd in 1858 en werd gebruikt als korenmolen. De Zilster molen heeft nog dienstgedaan als oliemolen. De molen is nog maalvaardig, maar niet meer in bedrijf. In de wijk Meerveldhoven bevindt zich een andere beltmolen: De Adriaan. Deze molen is in 1906 gebouwd en werd tot in de jaren 80 van de twintigste eeuw gebruikt als korenmolen. De molen is nog maalvaardig, maar niet meer als windmolen in gebruik. In het onderste gedeelte van de Adriaan is een café gevestigd. Ten slotte bevindt zich ten noordwesten van Oerle, bij het gehucht Hoogeind, de Sint Jan, een molen van het type stellingmolen. De Sint Jan is tussen 1985 en 1991 gebouwd met behulp van onderdelen van gesloopte molens en sindsdien in gebruik als korenmolen.

## Politiek

### College van burgemeester en wethouders

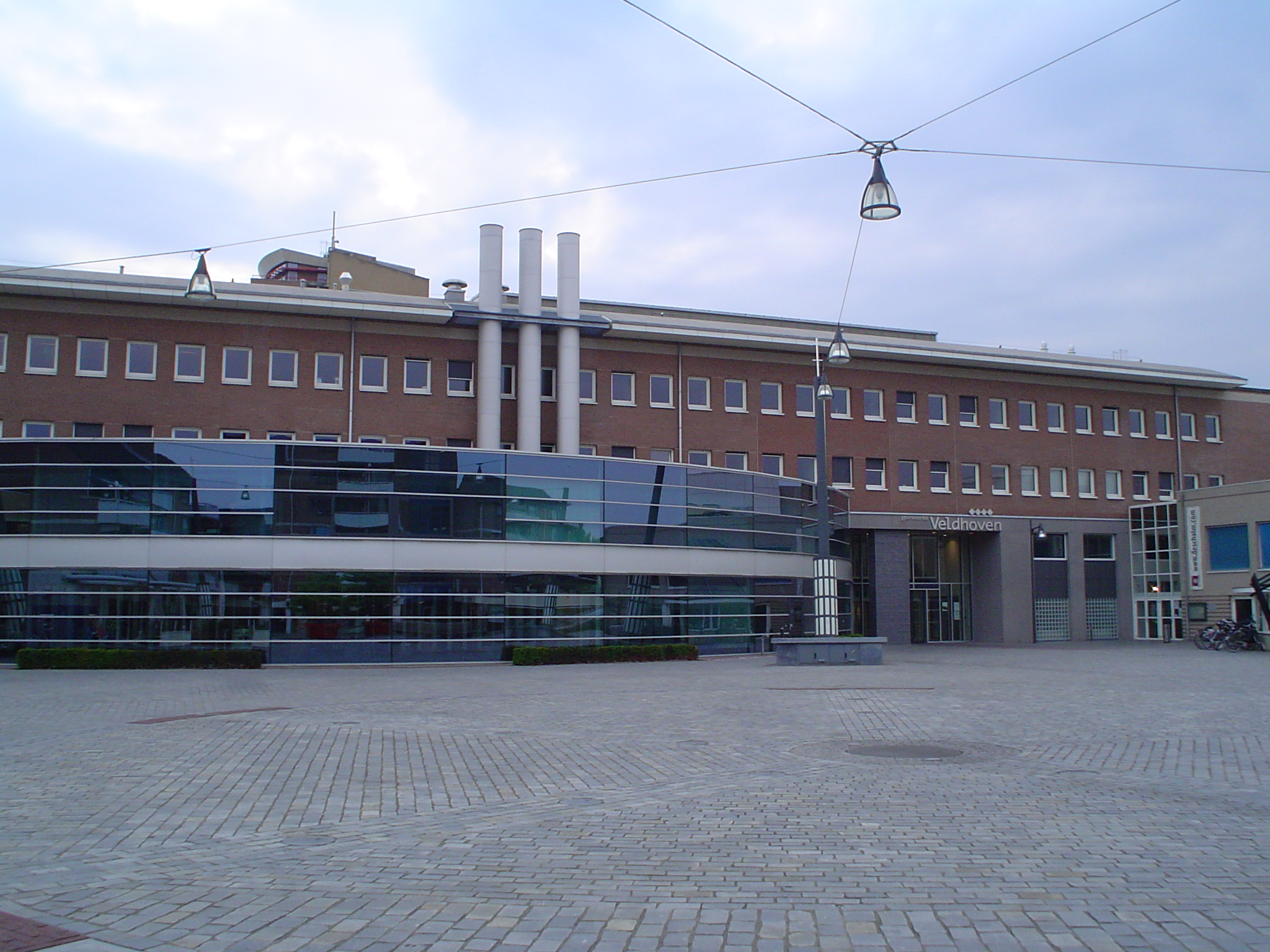
Het gemeentehuis van Veldhoven

Het college van burgemeester en wethouders voor de periode 2022-2026, wordt gevormd door een coalitie van Hart voor Veldhoven, PvdA/GroenLinks, D66 en CDA (16 van de 29 zetels).
De voorzitter van het college van B&W is burgemeester:
- Marcel Delhez

De wethouders zijn:
- Caroline van Brakel (CDA)
- Thomas van Broekhoven (Hart voor Veldhoven)
- Mariëlle Giesbertz (D66)
- Jeroen Rooijakkers (PvdA)
- Huub Stroeks (Hart voor Veldhoven)

### Gemeenteraad
De huidige Veldhovense gemeenteraad werd verkozen bij de gemeenteraadsverkiezingen van 16 maart 2022.
| Partij                       | 1998 | 2002 | 2006   | 2010   | 2014   | 2018   | 2022   |
| ---------------------------- | ---- | ---- | ------ | ------ | ------ | ------ | ------ |
| Hart Voor Veldhoven          | 5    | 8    | 8      | 7      | 6      | 3      | 9      |
| GBV                          | 3    | 5    | 4      | 5      | 6      | 6      | 6      |
| VVD                          | 5    | 4    | 4      | 5      | 5      | 6      | 5      |
| PvdA/GroenLinks              | 3    | 3    | 6      | 3      | 2      | 2      | 3      |
| Senioren Veldhoven           | -    | -    | -      | -      | -      | 3      | 2      |
| CDA                          | 7    | 7    | 5      | 4      | 4      | 2      | 2      |
| D66                          | 1    | -    | -      | 2      | 3      | 2      | 2      |
| BurgerPartij Veldhoven (BPV) | -    | -    | -      | -      | -      | 2      | -      |
| Samenwerkend Veldhoven       | -    | -    | -      | 1      | 1      | -      | -      |
| SP                           | 3    | -    | -      | -      | -      | -      | -      |
| Lokaal Liberaal              | -    | -    | -      | -      | -      | 1      | -      |
| Totaal                       | 27   | 27   | 27     | 27     | 27     | 27     | 29     |
| Opkomst                      |      |      | 53,80% | 48,28% | 48,03% | 51,33% | 49,68% |

### Voormalige zustergemeente Jarocin
Na de val van de Berlijnse Muur besloten zo'n 120 Nederlandse gemeenten een samenwerkingsverband aan te gaan met een stad in Polen, om zo dit land economisch en maatschappelijk te steunen. In 1995 kwam er officieel een samenwerkingsverband tussen Veldhoven en de Poolse stad Jarocin. Dit samenwerkingsverband heeft onder andere geleid tot uitwisselingen op het gebied van onderwijs, sport, cultuur en landbouw.

## Economie

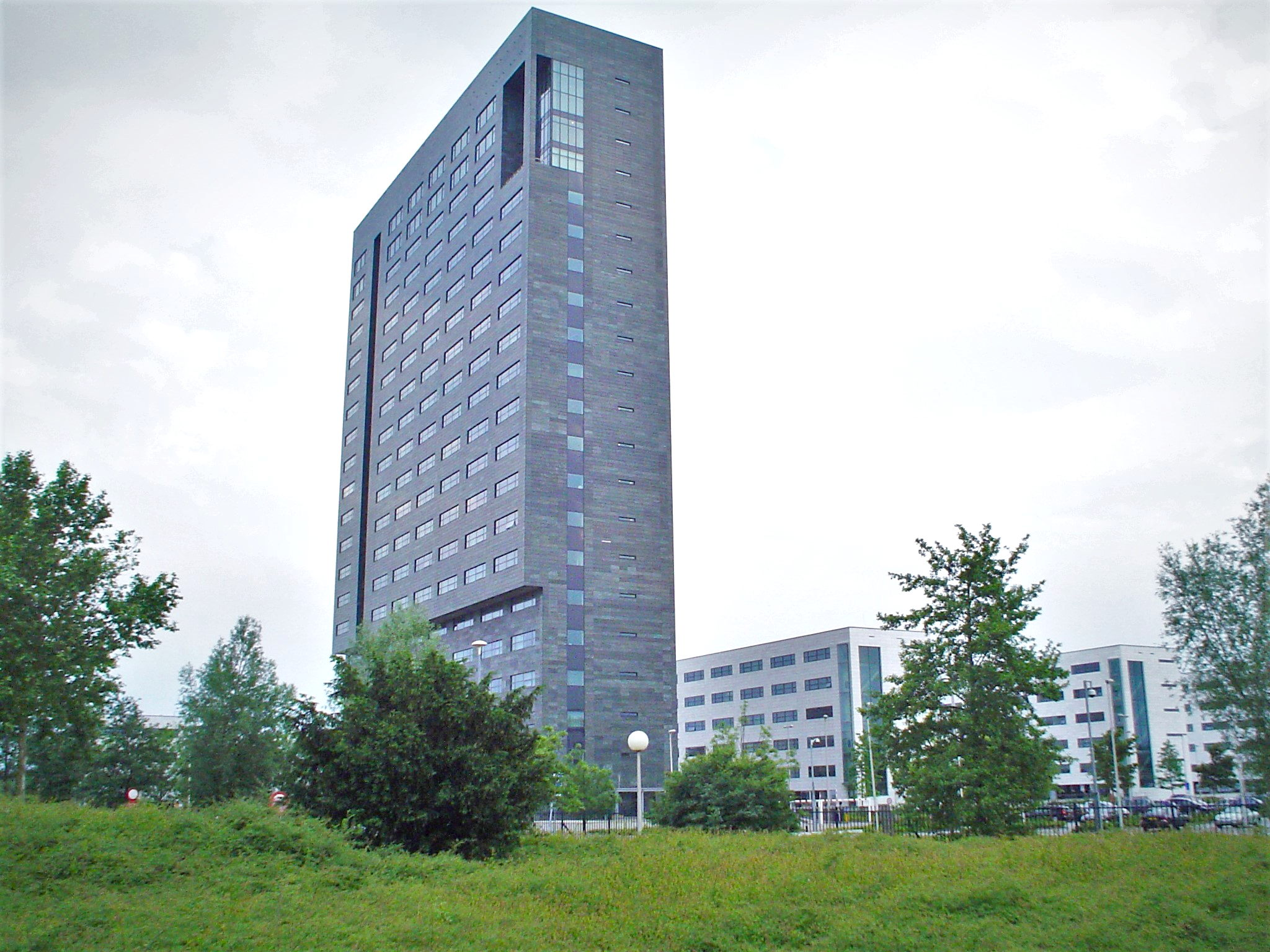
De toren van het ASML hoofdkantoor (82 m)

Binnen de gemeentegrenzen concentreert de bedrijvigheid zich op industrieterrein De Run. Hier bevindt zich onder andere het hoofdkantoor van het beursgenoteerde hightechbedrijf ASML. ASML levert lithografiesystemen voor de fabricage van halfgeleiders. Het bedrijf vestigde zich in 1985 met honderd werknemers in Veldhoven. In 2003 verhuisde ASML naar een nieuwbouwlocatie naast de rijksweg A67, waarbij het hoofdkantoor werd gevestigd in een 82 meter hoge kantoortoren, in de wandelgangen ook "de zerk" genoemd. Het voormalige hoofdkantoor werd betrokken door Assembléon. Later verhuisde Assembléon naar Eindhoven en werd ASML weer eigenaar van het gebouw. In 2019 besloot ASML tot sloop ervan om plaats te maken voor nieuwbouw. Het huidige ASML-complex in Veldhoven bevat naast het hoofdkantoor en assemblagefaciliteiten ook een onderzoeks- en ontwikkelafdeling. Veldhoven en Eindhoven, ook een stad met veel bedrijvigheid op technologisch vlak, betekenen voor de regio een grote economische stimulans. 
Eveneens op industrieterrein De Run liggen de elektronicabedrijven Simac Electronics en Connect Group Nederland.
Sinds 2008 is het bedrijventerrein Habraken ten noorden van Veldhoven in ontwikkeling. In combinatie met het Eindhovense Park Forum en Flight Forum zal dit een bedrijvig gebied worden voor Eindhoven en Veldhoven.

## Cultuur

### Monumenten
In de gemeente zijn een aantal rijksmonumenten en oorlogsmonumenten, zie:
- Lijst van rijksmonumenten in Veldhoven (gemeente)
- Lijst van oorlogsmonumenten in Veldhoven

### Theater en bioscoop
Naast het gemeentehuis ligt Theater De Schalm. Dit theater beschikt over een grote zaal met ruim vierhonderd zitplaatsen en een kleinere zaal die tevens dienstdoet als bioscoopzaal. Theater de Schalm is in 1961 opgericht. Sinds 1998 vindt er eens in de twee jaar het evenement de Veldhovense Revue plaats in Theater De Schalm. Door zo'n 100 vrijwilligers wordt dan onder professionele begeleiding gewerkt aan een avondvullende show die in de maand december zo'n vijftien keer ten uitvoer wordt gebracht.
Sinds eind 2016 heeft Veldhoven ook bioscoop Cinema Gold. Deze service-bioscoop heeft vier zalen.

### Muziek
Elk van de vier voormalige dorpen in Veldhoven heeft ook zijn eigen muziekvereniging. De oudste muziekvereniging is de Harmonie L'Union Fraternelle, die op 7 november 1871 werd opgericht in Zeelst. Sinds 1956 speelt het harmonieorkest van deze vereniging in de vaandelafdeling van de Koninklijke Nederlandse Muziek Organisatie (KNMO). De Harmonie St. Cecilia begon als fanfare in Oerle op 7 januari 1907. In 1976 schakelde deze fanfare om naar harmonie. Het harmonieorkest van St. Cecilia promoveerde in 1999 naar de vaandelafdeling van de KNFM. De Harmonie Sub Umbra werd op 7 maart 1934 opgericht in Meerveldhoven. Sub Umbra staat voor 'in de schaduw'. Hierbij wordt gerefereerd aan de boom in de St. Lambertuskerk van Meerveldhoven. Ook deze harmonie komt uit in de vaandelafdeling van de KNFM. Ten slotte kent Veldhoven Dorp het Veldhovens Muziekkorps, opgericht op 24 november 1894. Het A-orkest van deze vereniging komt uit in de Superieure afdeling van de Brabantse Bond van Muziekverenigingen.
Veldhoven kent verschillende koren, waaronder het Veldhovens Mannenkoor, opgericht in 1960, en het Veldhovens Kamerkoor, opgericht in 1988.
In de jaren negentig van de twintigste eeuw werd aan de Bossebaan een prachtige Muziekschool gebouwd, waar gedurende twee decennia vocaal en instrumentaal muziekonderwijs werd gegeven. Later veranderde de Veldhovense muziekschool haar naam in Art4u voor Kunsteducatie en breidde zij haar werkzaamheden regionaal uit door fusie met de muziekscholen van de gemeenten Bergeijk en Eersel.
In 1997 werd in Veldhoven voor het eerst het Cult&Tumult festival gehouden. Sinds 2018 heet dit festival CityFest. Dit festival vindt eens per jaar plaats, meestal in het laatste weekend van september. CityFest is een gratis festival met onder andere muziek (pop, klassiek, jazz, levenslied, etc.) beeldende kunst, literatuur, poëzie en (straat)theater.
Tevens vindt één keer per jaar in het eerste weekend van september Kioskpop plaats op festivalterrein 'De Plaatse'. Op dit tweedaagse gratis festival treden jaarlijks diverse bands op die op het punt van doorbreken staan. Acts als Racoon, Moke en Voicst stonden al op het Kioskpoppodium voordat zij landelijke bekendheid verwierven.

### Media
In 1986 werd de Stichting Lokale Omroep Veldhoven (SLOV) opgericht. Aanvankelijk verzorgde deze stichting alleen de Kabelkrant Veldhoven, maar sinds 1988 heeft het ook een radiostation in beheer: Radio Veldhoven.

### Carnaval
Tijdens carnaval wordt Veldhoven omgedoopt tot Rommelgat. Traditioneel vindt op carnavalszaterdag de sleuteloverdracht plaats en wordt op zondag de grote optocht gehouden. In even jaren start de optocht in Zeelst en eindigt men in Veldhoven Dorp, in oneven jaren wordt de route in tegenovergestelde richting afgelegd.

### Zuiderspel
Zuiderspel is een tweedaagse spellenbeurs en de grootste van Zuid-Nederland die sinds 2009 wordt georganiseerd door bordspellenvereniging Roll The Dice uit Veldhoven. Jaarlijks komen enkele duizenden bezoekers naar de beurs om twee dagen lang spellen in alle vormen en varianten te spelen. Zuiderspel is toegankelijk en gezellig voor iedereen: van jong tot oud, van families tot de echte boardgamegeeks!
Het idee van Zuiderspel ontstond ooit nadat de bordspellenvereniging Roll The Dice 10 jaar bestond. Zuiderspel wordt georganiseerd in Hotel & Congrescentrum Koningshof te Veldhoven.

## Verkeer

### Snelwegen
Veldhoven is bereikbaar via de Randweg Eindhoven (A2/N2) door middel van afrit 30a (Meerhoven-Zuid voor het noorden van Veldhoven), afrit 31 (Veldhoven) en afrit 32 (Veldhoven-Zuid). Vanaf het zuidwesten is het Veldhovense buitengebied bereikbaar via de A67 (afrit 31, Veldhoven-West). Deze afrit is in 2021 geopend om het industriegebied De Run alsmede het westen van Veldhoven te ontsluiten en toegang te bieden op de verlegde N69 richting Hasselt.

### Openbaar vervoer
Het openbaar vervoer in Veldhoven wordt verzorgd door vervoerbedrijf Hermes, in opdracht van de provincie Noord-Brabant. Onderstaande tabel geeft de lijnen weer die Veldhoven aandoen. De plaats ligt niet aan het spoor en de dichtstbijzijnde stations bevinden zich in Eindhoven.
| Busvervoer in Veldhoven | Busvervoer in Veldhoven                                                                                 |
| Stads- en streeklijnen | Stads- en streeklijnen                                                                                  |
| --- | --- |
| Lijnnummer | Vertrek en aankomstplaats                                                                               |
| 7 | Eindhoven Centraal Station - Aalst-Waalre - Veldhoven Maxima Medisch Centrum v.v.                       |
| Deze lijn doet in Veldhoven alleen het Maxima Medisch Centrum aan.                                                                                                  | |
| 14 | Eindhoven Centraal Station - De Hurk - Zeelst - Veldhoven Centrum - Oerle - Veldhoven Zilverackers v.v. |
| Deze lijn gaat via Zeelst, het City Centrum en Oerle naar de wijk Zilverackers.                                                                                     | |
| 15 | Eindhoven Centraal Station - Bennekel - Genderbeemd - Veldhoven d'Ekker v.v.                            |
| Deze lijn gaat via Meerveldhoven naar d'Ekker. | |
| 16 | Eindhoven Centraal Station - Bennekel - Ooievaarsnest - Veldhoven Maxima Medisch Centrum v.v.           |
| Deze lijn doet in Veldhoven alleen het Maxima Medisch Centrum aan.                                                                                                  | |
| 18 | Eindhoven Centraal Station - Veldhoven - Bergeijk v.v.                                                  |
| Deze lijn is voor passagiers van en naar onder andere Riethoven, Westerhoven en Bergeijk. In Veldhoven via Maxima Medisch Centrum en De Run.                        | |
| 19 | Eindhoven Centraal Station - Eersel - Bladel Busstation v.v.                                            |
| Deze lijn is voor passagiers van en naar onder andere Eersel en Bladel. In Veldhoven via Maxima Medisch Centrum en Congrescentrum Koningshof.                       | |
| 20 | Best - Eindhoven Airport - Veldhoven - Eindhoven High Tech Campus v.v.                                  |
| Deze lijn is de noord-zuidverbinding door Veldhoven en gaat in Veldhoven via de De Kelen, Heikant, City Centrum en Maxima Medisch Centrum naar de High Tech Campus. | |
| 119 | Eindhoven Centraal Station - Veldhoven ASML v.v.                                                        |
| Deze lijn is speciaal gericht voor werknemers van ASML en om de drukte op de reguliere lijnen te verminderen.                                                       | |
| HOV-lijnen (Bravo direct) | |
| Lijnnummer | Vertrek en aankomstplaats                                                                               |
| 319 | Eindhoven Centraal Station - Reusel v.v.                                                                |
| Deze lijn is voor passagiers van en naar onder andere Eersel, Bladel en Reusel. In Veldhoven via Maxima Medisch Centrum en Congrescentrum Koningshof.               | |
| 402 | Eindhoven Centraal Station - Veldhoven Zonderwijk v.v.                                                  |
| Deze lijn bedient in Veldhoven vooral de wijken De Polders, 't Look en Zonderwijk.                                                                                  | |
| 403 | Eindhoven Centraal Station - Veldhoven Heikant v.v.                                                     |
| Deze lijn bedient in Veldhoven vooral de wijken De Kelen en Heikant.                                                                                                | |
| Buurtbuslijnen | |
| Lijnnummer | Vertrek en aankomstplaats                                                                               |
| 271 | Veldhoven Maxima Medisch Centrum - Waalre - Aalst v.v.                                                  |
| 277 | Veldhoven City Centrum - Waalre - Valkenswaard v.v.                                                     |
| 292 | Veldhoven Centrum - Oerle - Wintelre - Vessem - Hoogeloon v.v.                                          |
| 294 | Veldhoven Centrum - Knegsel - Eersel - Hoogeloon - Vessem v.v.                                          |

## Gezondheidszorg
In 1990 verhuisde het Sint Joseph Ziekenhuis, dat tot dan toe in Eindhoven was gevestigd, naar een nieuwbouwlocatie op industrieterrein De Run in Veldhoven. Na een fusie in 2002 met het Eindhovense Diaconessenhuis ging het ziekenhuis verder onder de naam Máxima Medisch Centrum. Het gefuseerde ziekenhuis heeft de beschikking over 836 bedden en er werken circa 3400 mensen. De vestiging in Veldhoven huisvest een NICU, een afdeling waar pasgeborenen intensief verzorgd kunnen worden, en waarvan er maar tien in heel Nederland zijn. Tevens is er een Ronald McDonaldhuis gevestigd.

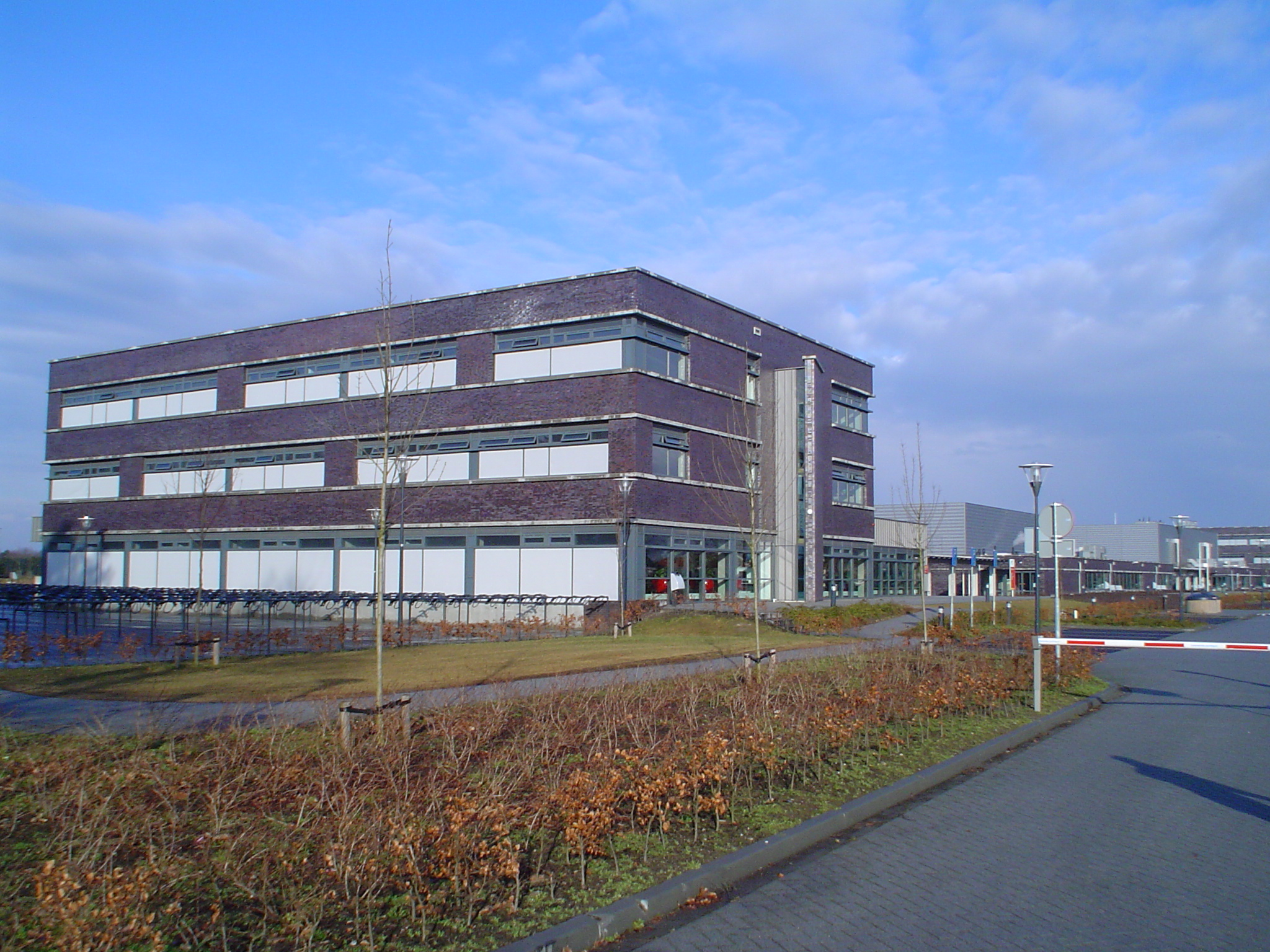
De Kempen Campus is sinds 2007 de locatie van het Sondervick College.

## Onderwijs & Wetenschap
Al het reguliere middelbaar onderwijs in Veldhoven is geconcentreerd in één onderwijsinstelling: het Sondervick College. Het Sondervick College is in 1995 ontstaan uit een fusie van het Anton van Duinkerkencollege, scholengemeenschap Veldhof, Mavo Koningshof, Mavo Selsterhorst en VSO de Stolberg. Lange tijd werd het onderwijs gegeven op de afzonderlijke locaties van de voormalige scholen, totdat in 2007 het Sondervick College in zijn geheel verhuisde naar één nieuwbouwlocatie: de Kempen Campus. De Kempen Campus herbergt ook de afdeling VSO van de school voor speciaal onderwijs Prins Willem-Alexander.

## Sport
Veldhoven kent vier amateurvoetbalverenigingen: VV UNA uit Zeelst, SV Rood-Wit uit Veldhoven-Dorp, RKVVO uit Oerle en SV Marvilde uit Meerveldhoven. In het seizoen 2007/08 bereikte het eerste elftal van UNA de derde ronde van het KNVB bekertoernooi.
In de gemeente zijn veel sportfaciliteiten te vinden, voornamelijk bij de Kempen Campus. Hier bevindt zich een sporthal, een turnhal, een atletiekbaan en een honkbalveld. Naast de leerlingen van het Sondervick College mogen ook Veldhovense sportverenigingen hier gebruik van maken. Wat betreft de zwemsport is men aangewezen op het bij het City Centrum gelegen zwembad City Sport Veldhoven (voorheen Den Ekkerman), dat beschikt over een 25-meter bad, een multifunctioneel bad (20×10 meter) en een therapie bad, waar je kunt (leren) zwemmen en actief kunt bewegen. In het buitengebied van Veldhoven, aan de Locht, is golfbaan Gendersteyn gelegen. Op een terrein van 60 hectare zijn hier 27 holes te vinden.
Verder is de Hockeyclub VMHC Basko in de wijk Pegbroeken gelokaliseerd. Deze hockeyclub vierde in 2019 haar 60-jarige bestaan.
De Europese Kampioenschappen darten (of WDF Europe Cup) is een dartstoernooi georganiseerd door de World Darts Federation. Het toernooi werd gehouden van 12 augustus 2000 tot en met 14 augustus 2000 in Veldhoven, Nederland.
Congrescentrum Koningshof was van 2002 t/m 2013 de vaste locatie van het jaarlijks terugkerende dartstoernooi Dutch Open Darts. In 2008 vond hier de 30e editie van dit toernooi plaats.
De Dutch Darts Masters 2014 was in 2014 het tweede toernooi van de European Tour van de Professional Darts Corporation (PDC). Het toernooi werd gehouden in het NH Hotel in Veldhoven. Michael van Gerwen won het toernooi door in de finale Mervyn King met 6-4 in sets te verslaan.
In 2011 was de Koningshof de locatie voor de wereldkampioenschappen bridge 2011. Het Open Team van Nederland behaalde daar de gouden medaille.
De Nederlandse kampioenschappen veldrijden 2015 werden verreden op zaterdag 10 en zondag 11 januari 2015 in Veldhoven nabij recreatieplas Het Witven. Het parcours loopt deels over het strand van de plas en door de aangrenzende bosschages.

### Omloop der Kempen
De Omloop der Kempen is een eendaagse Nederlandse wielerwedstrijd in Noord-Brabant, gehouden over 200 km met start en finish in Veldhoven. De organisatie is in handen van de "Stichting Omloop der Kempen". De ronde werd in 2024 voor de 75e maal gehouden. De ronde was tot 1998 alleen toegankelijk voor amateurwielrenners. Sindsdien is het een open wedstrijd volgens UCI Europe Tour in de categorie 1.2. Koersdirecteur is John van den Akker, zelf winnaar in 1986. De wedstrijd werd voor het eerst gereden in 1948 en heeft vervolgens, met uitzondering van 1950, elk jaar plaatsgevonden. Sinds 2007 is er ook een wedstrijd voor vrouwen.

### ELE Rally
De ELE Rally is een autorally die jaarlijks verreden wordt in Zuidoost-Brabant met Veldhoven als start- en finishplaats van de rally. Het parcours strekt zich uit van de omgeving ten zuidoosten van Helmond tot aan de landelijke omgeving ten noordwesten van Veldhoven richting Oirschot.

## Geboren in Veldhoven
- Adrianus van Hulst (1807-1909), missionaris in de VS
- Henri Baselmans (1836–1909), missionaris in de VS[50]
- Frans de Wit (1901–1981), kunstschilder
- Wim van Nuenen (1918–2000), politicus
- Cornelis Johannes Henricus Sleegers (1919–1965), militair en lid van de Ordedienst tijdens de Tweede Wereldoorlog
- Anton Geurts (1932–2017), kanovaarder en driemaal deelnemer aan de Olympische Spelen
- Willem Adams (1937–2022), kunstschilder
- Ben Schellekens (1937-2024), politicus
- Rinus Schoonen (1938-2012), wereldkampioen ploegen (met trekkers) 1968
- Driek van de Vondervoort (1948), politicus
- Jan Albers (1952), hockeyinternational (deelnemer Olympische Spelen 1976) en sportbestuurder
- Tiny Kox (1953), politicus
- Anita Groener (1958), beeldend kunstenares en kunstdocent
- Sierd de Vos (1959), sportverslaggever
- Gerard Welling (1959), schaker
- Bas Heymans (1960), striptekenaar van met name Disneystrips
- Mau Heymans (1961), striptekenaar van onder andere Donald Duck
- John Jansen (1963), waterpolospeler van de Nederlandse waterpoloploeg (mannen) / deelnemer Olympische Zomerspelen 1992
- Bert Kranenbarg (1965), radiopresentator (NCRV)
- John van den Akker (1966), voormalig Nederlands profwielrenner
- Gerard Egelmeers (1969), roeier (deelnemer Olympische Spelen 2000)
- Rutger de Bekker (1972), acteur, componist en lid van cabaretgroep De Vliegende Panters
- Raoul van Grinsven (1974), producer van hardstyle onder de artiestennaam DJ Zany
- Tamara Bok (1974), nieuwslezeres, voice-over en multimedia-journaliste
- Timo Kamst (1978), diskjockey
- Jörg de Cock (1979), tafeltennisser
- Mattanja Joy Bradley (1981), singer-songwriter
- Kim Dillen (1983), atlete
- Rens Wildschut (1985), voetballer
- Sjors Paridaans (1986), voetballer
- Teun Luijkx (1986), acteur
- Rob van Boekel (1987), voetballer bij VV UNA
- Erwin Isbouts (1988), voetballer bij SV Valkenswaard
- DJ B-Front (1988), hardstyle-dj en producer
- Paco van Moorsel (1989), voetballer bij FC Den Bosch
- Eelco Horsten (1989), voetballer
- Maran van Erp (1990), voetbalster bij PSV/FC Eindhoven en Nederlands vrouwenvoetbalelftal
- Jette van Vlerken (1990), voetbalster bij PSV/FC Eindhoven
- Johnny Hertogs (1990), schoonspringer
- Brian Boogers (1991), voetballer bij VV UNA
- Corné van Kessel (1991), veldrijder
- Daan de Kort (1992), politicus
- Maud Kaptheijns (1994), veldrijdster
- Lisa Schut (1994), schaakster, Nederlands kampioen 2013
- Clint Leemans (1995), voetballer bij PEC Zwolle
- Branco van den Boomen (1995), voetballer bij AFC Ajax
- Maureen Herremans (1996), atlete
- Bob Groenendijk (1996), voetballer bij VV UNA
- Maartje Verhoef (1997), model
- Eva van Deursen (1999), voetbalster
- Kayleigh van Dooren (1999), voetbalster bij FC Twente
- Lisa Post (1999), hockeyspeelster
- Dana Foederer (2002), voetbalster